# 사운드 블라스터 오디지

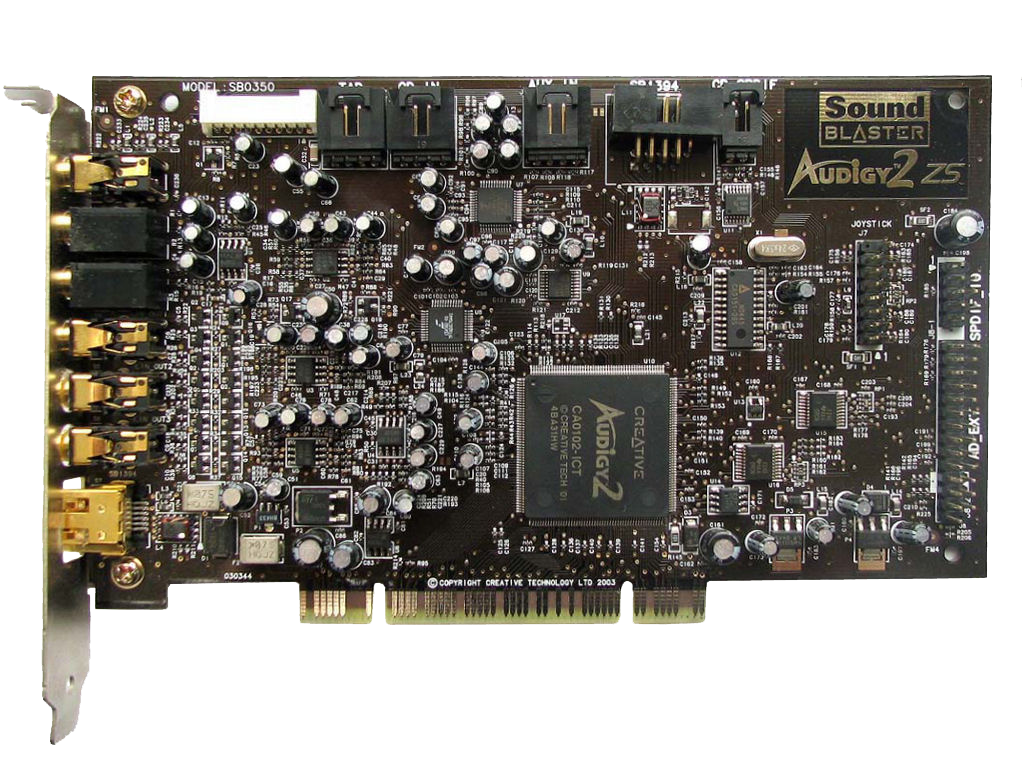
사운드 블라스터 오디지 2 ZS

사운드 블라스터 오디지(Sound Blaster Audigy)는 크리에이티브 테크놀로지가 개발한 사운드 카드이다.  개인용 컴퓨터를 위한 PCI 추가형 기판이다.
사운드 블라스터 오디지는 사운드 블라스터 라이브!에 채용했던 EMU10K1의 개선된 버전인 오디지 프로세서 EMU10K2를 제공하였다.

## 1세대
- 사운드 블라스터 오디지 ES
- 사운드 블라스터 오디지 SE, 오디지 벨류
- 사운드 블라스터 오디지 LS

## 2세대
- 사운드 블라스터 오디지 2 ZS
- 사운드 블라스터 오디지 2 벨류
- 사운드 블라스터 오디지 2 SE
- 사운드 블라스터 오디지 2 PCMCIA
- 사운드 블라스터 오디지 2 NX
- 사운드 블라스터 오디지 2 ZS 비디오 에디터
- 사운드 블라스터 오디지 HD 소프트웨어 에디션
- 사운드 블라스터 라이브! 24비트
- 사운드 블라스터 오디지 4 프로
- 사운드 블라스터 오디지 4
- 사운드 블라스터 오디지 4 SE

## 같이 보기
- 사운드 블라스터